# Lammy van den Hout
Lambertus Joannes Emmanuel (Lammy) van den Hout (Tilburg, 26 december 1914 – onbekend, 1990) was een Nederlands zanger.
Hij was zoon van machinist Franciscus van den Hout en Martina Vugts.
Hij kreeg zijn onderricht van Jo Immink, maar koos voor de amusementsmuziek. Van den Hout was veelvuldig horen op de radio te beluisteren met of zonder The Ramblers, het AVRO Dansorkest en orkesten van Klaas van Beeck en Ernst van 't Hoff. Hij werkte enige tijd bij De bonte dinsdagavondtrein en de revues van Snip en Snap. Bekendst is wellicht zijn vertaling van Tulpen aus Amsterdam onder de naam Erik Franssen. Andere liedjes van hem zijn Als de spotvogel fluit (Mockin’ Bird Hill), Oh heideroosje en Hello Kitty. Hij vertrok naar België waar hij in het bestuur zat van het platenlabel World Music Publishing Group van Jacques Kluger en Félix Faecq (het label ging in 1989 over in handen van Sony BMG). Ook was hij vanaf 1957 betrokken bij muziekuitgeverij Primavera van Polygram België.
Door een verkeersongeluk in de jaren zestig werd hij gedwongen zich terug te trekken uit de muziekwereld. In 1990 kreeg hij opnieuw een ongeluk, door die aanrijding overleed hij.
El Rancho Grande van Van den Hout en het AVRO Dansorkest was nog te horen in de film Riphagen.